# Hoffmannia piratarum
Hoffmannia piratarum är en måreväxtart som beskrevs av Paul Carpenter Standley. Hoffmannia piratarum ingår i släktet Hoffmannia och familjen måreväxter. Inga underarter finns listade i Catalogue of Life.